# 林政八書
林政八書（りんせいはっしょ）とは、琉球王国時代に出された森林に関する法令・文書のうち、琉球処分後の1885年（明治18年/光緒11年）に沖縄県がまとめて刊行した8種のこと。

## 概要
八書のうち、「杣山法式帳」・「山奉行所規模帳」（規模＝「きも」）など7つまでが18世紀前半に蔡温が三司官を務めていた折に行われた改革に基づいて出されたものであり、琉球王国末期に出された「御指図控」も蔡温改革の再確認の意図で出されたものと言える。
島国である琉球王国では、造船や建築用材の確保、防風対策や水源維持の観点から森林保護政策が展開されてきた。特に蔡温は著書『独物語』の中で、衣・食はこの先人口が増えたとしても毎年の労働によって不足を避けることが出来るが、成長までに数十年かかる樹木はそうはいかないこと、また琉球は清との交易で国を維持しているのに船を造る材木が無くなれば、薩摩藩から高価な材木を買わねばならず、また彼らの支配を強める口実になることを指摘し、諸改革を実施した。
琉球処分後に赴任した県令西村捨三は、蔡温の政策を再評価して八書を復刻して官民に配布することで荒廃した沖縄の山林復興を図った。林政八書が示した森林の多角的な分析は、今日の日本の林学に対しても影響を与えている。
2018年に日本森林学会により「琉球王朝時代の多良間島の「抱護」と「林政八書」」として林業遺産に選定された。

## 八書

### 杣山法式帳
杣山法式帳（そまやまほうしきちょう）は、1737年（元文2年/尚敬25年/乾隆2年）3月に蔡温（具志頭親方）によって編纂され、尚敬王の上覧ののちに蔡温と識名親方・伊江親方・北谷王子らの連名で評定所及び山奉行所令達の形式で出された。
全3編28項から構成され、杣山見様之事（1-16項）・杣山養生之事（17-19項）・遠山樹木見様之事（20-28項）に分けられ、それぞれ森林の立地条件、森林の育成方法、林相の遠方からの見分け方について解説しており、同時に出された山奉行所規模帳とともに山林政策の基本を構成する。

### 山奉行所規模帳
山奉行所規模帳（やまぶぎょうしょきもちょう）は、1737年（元文2年/尚敬25年/乾隆2年）3月に蔡温（具志頭親方）によって編纂され、尚敬王の上覧ののちに蔡温と識名親方・伊江親方・北谷王子らの連名で評定所及び山奉行所令達の形式で出された。
全31項から構成され、山奉行所などの森林行政機関の職務規定、森林の造林・保護・管理、森林内での警察行為と違反者の処分について規定されており、同時に出された山奉行所規模帳とともに山林政策の基本を構成する。

### 杣山法式仕次
杣山法式仕次（そまやまほうしきしつぎ）は、1747年（延享4年/尚敬35年/乾隆12年）9月 蔡温（具志頭親方）と宜野湾親方・譜久山親方の連名で評定所及び山奉行所令達の形式で出された杣山法式帳の追加。
全18項からなり、造林樹種の取り扱いと森林土壌に関する規定からなる。

### 樹木播植方法
樹木播植方法（じゅもくはんしょくほうほう）は、1747年（延享4年/尚敬35年/乾隆12年）9月に山奉行である野村里之子親雲上の作成した報告書で、三司官の承認を経て各地に配布された。
杉・桐（シナアブラギリ）・松（リュウキュウマツ）・樫（イヌマキ）・竹などの造林・育成方法などや荒廃した森林の再生方法など30項目からなる。

### 就杣山総計条々
就杣山総計条々（そまやまそうばかりについてのじょうじょう）は、1748年（延享5年/尚敬36年/乾隆13年）5月が編纂、御物奉行による審議後に三司官の承認を経て山奉行所に令達された。
全8項からなり、琉球における森林の重要性を説くとともに森林に関する総合計画・地域別あるいは島別計画の方針が示されている。

### 山奉行所規模帳仕次
山奉行所規模帳仕次（やまぶぎょうしょきもちょうしつぎ）は、1751年（寛延4年/尚敬39年/乾隆16年）9月に山奉行連名の提案を三司官が承認して公布される。
全13項からなる『山奉行所規模帳』の追加で、同法で定められた罰則が軽いと言う批判から、罰則部分の強化を図った。

### 山奉行所公事帳
山奉行所公事帳（やまぶぎょうしょくじちょう）は、1751年（寛延4年/尚敬39年/乾隆16年）6月 に山奉行連名の提案を三司官が承認して公布される。

全81項からなり、山奉行所をはじめとする森林行政の職員の定員・採用・職務権限・山林管理のための具体的な仕事方法などが規定された。

### 御指図控
御指図控（おさしずひかえ）は、1869年（明治2年/尚泰22年/同治7年）12月、山奉行から三司官の承認を得て、国頭・中頭の森林行政関係者に配布した訓令。
全14条からなり、近年の山林荒廃を憂慮して地元役人を叱咤するとともに、蔡温の改革の精神に戻って森林の保護育成と木材利用の合理化を求めている。